# Alikoirah (Alif Alif)
Pour les articles homonymes, voir Alikoirah.
Alikoirah est une petite île inhabitée des Maldives.

## Géographie
Alikoirah est située dans le centre des Maldives, au centre de l'atoll Ari, dans la subdivision de Alif Alif. 